# Saguinus leucopus
El tamarino manos blancas o tití gris (Saguinus leucopus) es una especie de primate tamarino endémica en el norte de Colombia.

## Taxonomía y filogenia
Para la especie Saguinus leucopus, recientemente se replantea la ordenación en base en los resultados de varias investigaciones recientes de análisis molecular y morfológico, incluyendo a la familia Callitrichidae dentro de la familia Cebidae como una subfamilia: Callitrichinae.

## Nombres comunes
“Titi” y “titi gris” en todo su área de distribución en el norte y centro de Colombia y “mico tití” en el departamento de Antioquia. “White-footed tamarin” o “silvery brown bare-face tamarin” en inglés.

## Descripción morfológica
En promedio, la cabeza y el cuerpo del tití gris miden 244 mm en los machos y 241 mm en las hembras; la cola mide 389 mm en machos y 375 mm en las hembras. El peso promedio es 440 gramos. El dorso es color café plateado pálido, o blanco amarillento abigarrado con café. La cara es casi desnuda con algunos pelos blancos delgados. La frente blanquecina, así como la zona que va de la corona de la cabeza a las orejas. El cuello y la parte superior de la cabeza desde atrás de las orejas forman una corona de pelos café oscuro contrastante que son bien pronunciados. Las orejas tienen pelos oscuros delgados. La cola es café, más oscura que el cuerpo, cubierta de plateado hacia la punta; el extremo de la punta es usualmente blanco. Las piernas y los pies son blanquecinos o plateados, a veces con pintas en pies y tobillos café rojizo. El vientre es anaranjado desde oscuro a rojizo brillante.

## Distribución geográfica y hábitat
Saguinus leucopus es una de las especies endémicas de los callitríchidos, se encuentra en las regiones continentales de los Andes y el Caribe, confinada a parches de bosque restringidos en el valle del río Magdalena hacia el centro y norte de Colombia particularmente en los departamentos de Antioquia, Bolívar y Tolima; entre 0 a 1600 m s. n. m. Los límites de su distribución se encuentran en la orilla oriental del bajo río Cauca, la orilla occidental del medio río Magdalena y el piedemonte de la Cordillera Central.
Este primate se encuentra en bosque seco tropical, húmedo tropical, muy húmedo tropical y muy húmedo premontano (bajo el esquema de Holdridge). Esta especie utiliza diferentes tipos de hábitat: bosque primario y bosque secundario con varios años de regeneración, utilizando con preferencia el bosque primario.

## Comportamiento, vocalización y organización social
Estos primates son diurnos y arbóreos, activos y ágiles. Cuadrúpedos, se mueven constante y rápidamente entre los árboles, pueden saltar hasta cuatro metros entre ellos. Usa todas las alturas del bosque aunque prefieren el dosel y los hábitats de borde, son de los pocos que pueden permanecer en hábitats perturbados por humanos; existen algunos ejemplares silvestres que viven en ciertos sectores de la ciudad de Medellín y municipios cercanos. En estado silvestre efectúan recorridos entre 1848 y 1851 m. e invierten buena parte del tiempo en actividades como forrajeo y alimentación, descanso, desplazamiento, observación y actividades sociales. Aunque los titíes tienen un patrón de actividades relativamente constante, estos pueden variar con los cambios climáticos, presentando mayor actividad en los días cálidos y despertándose más temprano en los mismos.
En un estudio en el Tolima se reporta en un estudio de vocalización para la especia en vida libre, que los sonidos emitidos oscilaron entre 1914.8 Hz. y 11074.7 Hz.; estos fueron clasificados en 16 fonemas y agrupados en seis categorías sonoras diferentes. Se identificaron seis contextos comportamentales relacionados con vocalizaciones: Exploración, Alarma (con algunos contextos específicos: Curiosidad, Amenaza, Huida, Latente y Agresión), Contacto (Intragrupal e Intergrupal), Agonístico, Social y Afiliación. Algunos comportamientos fueron detectados sin registro de vocalizaciones: Huida, Desplazamiento, Exploración, Reposo y Autoacicalamiento (ver Tabla 1).
Tabla 1. Sonidos del tití gris Saguinus leucopus en sus respectivas categorías de sonidos y con los principales contextos asociados.
| Categoría   | Subcatecoría | Contexto/comportamiento relacionado |
| ----------- | ------------ | ----------------------------------- |
| Silbido     | Silbido a    | Exploración/forrajeo                |
| Silbido     | Silbido b    | Alarma curiosa/exploración          |
| Chiiih      | Chiiih a     | Forrajeo/contacto                   |
| Chiiih      | Chiiih b     | Afiliativo                          |
| Chiiih      | Chi a        | Agonístico                          |
| Chiiih      | Chi b        | Alimentación/Afiliativo             |
| Chillido    | Chillido a   | Agonístico                          |
| Chillido    | Chillido b   | Afiliativo                          |
| Pip         | Pip          | Alarma curiosa                      |
| Pip         | Piiip        | Alarma curiosa                      |
| Pip         | Piu          | Alarma curiosa/Exploración          |
| U invertida | Gorjeo a     | Alarma exaltiva                     |
| U invertida | Gorjeo b     | Alarma curiosa                      |
| Trino       | Trino a      | Alarma exaltativa                   |
| Trino       | Trino b      | Alarma exaltativa                   |
| Trino       | Trino c      | Alarma exaltativa                   |

## Organización social
Los grupos presentan un tamaño de 2 a 15 individuos, estos micos auxilian a los miembros heridos de la tropa. Hacen marcas de olor con las áreas genital, suprapúbica y glúteos. Tienen partos gemelares y los machos cargan a las crías la mayor parte del tiempo, a excepción de cuando es amamantado o limpiado por la madre. Presentan una organización social jerárquica, donde las interacciones agresivas y las señales socializadoras determinan la posición de cada individuo dentro del grupo. Así, los dominantes son los mayormente acicalados y los que más inician conductas agresivas, a diferencia de los subordinados. La frecuencia de presentación de comportamientos sociales varía de acuerdo a la posición social, sexo y edad de los titíes. Generalmente las crías tratan de llamar la atención de sus padres por medio de vocalizaciones, ya sea para solicitar alimento, acicalamiento o protección. Los “omega” suelen comportarse del mismo modo con los “alfa”, solicitando atención o aceptación.

## Dieta y alimentación
Estos animales, al igual que otros Saguinus, consumen principalmente frutos blandos e insectos. Su dieta está conformada en más de un 79% por frutos maduros de las siguientes especies: Cecropia peltata (cecropiaceae), fruto; Talisia sp. (sapindaceae), fruto; Protium sp., (burceraceae); Sorocea sprucei (moraceae), fruto; Rollinia edulis (annonaceae), fruto, flor; Trichospermum mexicanum (tiliaceae), flor; Tetrorchidium aff. Echeverianum (tiliaceae); Pera arborea, (euphorbiaceae); Didymopanax morototoni (araliaceae), corteza; Byrsonima spicata (malphigiaceae); Tocota sp. (melastomataceae) y Zanthoxylum sp. (rutaceae).
Los titíes grises subsisten con frutales plantados por humanos tales como mango (Mangifera indica, Anacardiaceae) 48.47%, zapotes (Matisia cordata, Bombacaceae) 15.29%, frutas suministradas por residentes 11.47%, papaya (Carica papaya, Caricaceae) 7.34%, guayaba (Psidium guajaba, Mirtaceae) 4.13%, gomas de árboles 3,67%, aguacate (Persea gratísima, Lauraceae) 1.53%, plátanos (Musa sapientum, Musaceae) 1.38%, pomarosa (Eugenis jambos, Mirtaceae) 1.22%, naranjas (Citrus aurantium, Rutaceae) 0.61%, carambolo (Averrhoa carambola, Oxalidaceae) 0,31%, coco (Cocus nucifera, Palmae) 0.31%, e Hibiscus sp., Malvaceae 0.31%. Hay un grupo de especies de árboles y lianas que son típicos en las dietas de los titíes. Usualmente la copa de éstas es pequeña hasta mediana, y cada mata madura una cantidad recatada de frutas cotidianamente durante la época de fructificación, con mucha sincronización entre individuos. Así, toda la manada puede comer del mismo palo a la vez, sin que las cosechas llamen la atención y la competencia de los micos grandes. En épocas del año cuando las frutas son escasas los titíes chupan el néctar de las flores o gomas y savias como fuentes alternativas de energía.

## Reproducción
En cuanto al comportamiento reproductivo, Hershkovitz (1977) señaló la presencia de infantes en mayo y junio, y una segunda época en octubre-noviembre fue reportada por Vargas & Solano (1994), que coinciden con la máxima disponibilidad de frutos en el hábitat.
En la época de reproducción solamente una hembra es activa reproductivamente. Por medio de hormonas, ella se encarga de suprimir los ciclos ovulatorios de otras hembras y se aparea con más de un macho durante su estado de fertilidad. El tití gris como todos los titíes, tienen el potencial de tener dos partos al año, lo cual es muy común en condiciones de cautiverio. En su ambiente natural solamente se ha reportado un parto al año.
Actualmente se finalizó la determinación del ciclo estral de la especie en cautiverio, teniendo como resultado que el ciclo estral dura 21 días (In press, Pulido 2010). Y paralelamente se está llevando a cabo la caracterización seminal de la especie en cautiverio. (In press, Poches 2010).

## Depredadores y parásitos
Los depredadores para Saguinus leucopus a boideos (Boa constrictor), aves rápaces como águilas y halcones (Falco spp y Buteo spp), mustélidos; como el úlama y el grisón (Eira barbara, Mustela frenata, Galictis vittata), felinos como el margay (Leopardus wiedii).
Se reportan que una de las principales causas de enfermedad identificada en estos individuos son los parásitos gastrointestinales, incluyendo protozoos (Tricomonas spp, Entamoebas spp, Giardia spp) y helmintos (Ascaris spp, Trichostrongoides spp, Strongiloides spp, Trichuris spp y acantocéfalos como Prosthenorchis spp). y reportan la presencia de Prosthenorchis elegans y de microfilarias en especímenes provenientes del tráfico ilegal de fauna silvestre.

## Conservación
La especie aparece como vulnerable en la Lista Roja de la UICN, enfrentando un alto riesgo de extinción en estado silvestre a mediano plazo debido a que ocurre en un área con alta actividad de colonización y pérdida de bosque; tiene un rango de distribución reducido y son vendidos frecuentemente como mascotas. También aparece en el apéndice I del CITES, que incluye todas las especies en peligro de extinción. También se declaró como prioridad internacional durante el X Congreso Internacional de la Sociedad Primatológica en Japón, en 1990 y aparece como vulnerable en el Libro Rojo de los Mamíferos de Colombia. El crecimiento de la población humana con la construcción de vías y sitios de vivienda, ha aislado y desplazado a las poblaciones de tití gris amenazando su presencia en hábitats naturales, lo que se ve intensificado por otros problemas asociados como la eliminación de corredores biológicos. En parches de bosque pequeños y aislados se reduce el tamaño de las poblaciones y decrecen las tasas de colonización e intercambio genético, por lo que el grado de extinción puede llegar a ser alto. Saguinus leucopus es una especie pobremente amparada por el Sistema de Parques Naturales y la extinción de cualquier primate es una perturbación significativa en la estructura y funcionamiento de los ecosistemas que resultaría en cambios fuertes e impredecibles para los bosques de los cuales han desaparecido.